# 고시 히로카즈
고시 히로카즈(일본어: 郷司 弘和, 1966년 12월 29일 ~ )는 일본의 전 축구 선수이다.

## 구단 경력
1985년 일본 사커 리그의 히타치(가시와 레이솔)에 입단했다. 1994년 재팬 풋볼 리그 준우승으로 J1리그로 승격했다. 1995년후 현역 은퇴.